# Tranches de vie (film)
Pour les articles homonymes, voir Tranches de vie (homonymie).
Pour plus de détails, voir Fiche technique et Distribution.
Tranches de vie est un film à sketches français réalisé par François Leterrier en 1984 et sorti le 6 février 1985.

## Synopsis
Le film est une suite de sketches :
- Une nuit inoubliable : l'aventure de trois faux dragueurs...
- Dialogue au sommet : difficultés d'un interprète entre d'une "République populaire" d'Afrique, le Bouganda, et l'URSS...
- Un livre, c'est personnel : que prêteriez-vous le plus volontiers : un livre ou votre femme ?
- Mission impossible : une mission spatiale est compromise par une simple dispute de couple...
- Paris sera toujours Paris : un journaliste rencontre une parisienne d'un quartier très particulier...
- La France profonde : un couple de paysans est interviewé sur leur vision de la révolution sexuelle...
- Le sixième sens : un étudiant partagé entre deux fiancées est incapable de quitter l'une ou l'autre...
- Question de vocabulaire : une explication imagée de la différence entre érotisme et pornographie...
- Les âmes mortes : un Français rend visite à son cousin russe derrière le rideau de fer...
- Le meilleur ami de l'homme : l'idylle entre deux jeunes bourgeois est compromise par un chien...

## Fiche technique
- Réalisation : François Leterrier
- Scénario : Gérard Lauzier, d'après sa bande dessinée du même nom Tranches de vie
- Dialogues : Gérard Lauzier
- Producteur : AAA
- Directeur de la photographie : Eduardo Serra
- Monteuse : Claudine Bouché
- Musique : Jean-Claude Petit
- Sortie : 6 février 1985
- Durée : 91 minutes
- Genre : comédie

## Distribution

### Une nuit inoubliable
- Laura Antonelli : Monica Belli
- Michel Boujenah : Michel Lambert
- Jean-Pierre Cassel : Le comte de Forcheville
- Christian Clavier : L'ami de Michel
- Jean-Pierre Darroussin : L'ami de Michel
- Carole Brenner
- Isabelle Duby
- Annie Grégorio
- Jean-Pierre Clami

### Dialogue au sommet
- Luis Rego : L'interprète
- John Levis : Le président africain
- Constantin Kotlarow : Le président russe

### Un livre, c'est personnel
- Catherine Alric : La partouzeuse
- Jacques Maury : L'homme au livre

### Mission impossible
- Marie-Anne Chazel : La femme astronaute
- Roland Giraud : L'astronaute
- Pierre Mondy : Le président des États-Unis d'Europe
- Daniel Prévost : Le présentateur TV
- Jean Rougerie : Le père de famille qui regarde la télévision
- Daniel Langlet : Le sexologue
- Claire Magnin : la scientifique en bigoudis
- Ian Marshall de Garnier
- Jules Rémy
- Tony Weber

### Paris sera toujours Paris
- Josiane Balasko : La Parisienne
- Jean-Pierre Darroussin : Le journaliste
- Youssef Hamid
- Gérard Jugnot : Le beau-frère
- Lydia Ewande

### La France profonde
- Michel Galabru : Le paysan
- Laurence Badie : La paysanne
- Annie Grégorio : l'intervieweuse

### Le sixième sens
- Anémone : Cécile
- Marie-Anne Chazel : Béatrice
- Martin Lamotte : Alain, le fiancé hésitant
- Jean Rougerie : Le père de Cécile
- Ginette Garcin : La mère de Béatrice
- Daniel Langlet : L'ami d'Alain
- Jacques Dynam : le restaurateur
- Micheline Bourday : la mère de Cécile
- Jacques Mathou : le condamné

### Question de vocabulaire
- Jacques Lévy : L'homme (voix)
- Audrey Dana : la femme (voix)

### Les âmes mortes
- Gérard Jugnot : Malounian / Le cousin de Malounian
- Martin Lamotte : Le commissaire politique
- Barbara Nielsen : Douchka
- Hubert Deschamps : Le prisonnier français
- Pierre Cheremetieff
- Henri-Jacques Huet : le voyageur anti-communiste
- Alexander Koumpan
- Danute Kristo
- Anne-Marie Lazarini
- Rachel Salik
- Roger Carel (doublage du cousin de Malounian)

### Le meilleur ami de l'homme
- Anémone : Hélène
- Christian Clavier : Charles-Henri
- Le chien Pilou (dresseur : André Noël)

### Épilogue
- Pierre Richard : Le pilote de l'avion